# Thelypteris rosulata
Thelypteris rosulata är en kärrbräkenväxtart som beskrevs av Alan Reid Smith och M. Kessler. Thelypteris rosulata ingår i släktet Thelypteris och familjen Thelypteridaceae. Inga underarter finns listade.